# Новицкая, Анастасия Семёновна
Анастаси́я Семёновна Нови́цкая (1790 — 22 марта [3 апреля] 1822) — балерина петербургских Императорских театров, педагог, ученица Шарля Дидло.

## Биография
Анастасия Семёновна (или, как называли старые словари XIX века, Настасья Семёновна) Новицкая родилась в 1790 году.
Анастасия Николаевна Новицкая родилась 29 октября 1790 года в семье театральной дирекции капельдинера Николая Осиповича Новицкого и Агрипинны Ефимовны (ЦГИА С.-Петербурга. Фонд 19, опись 111, дело 109, лист 19. Метрическая книга Исаакиевского собора за 1790 г.) Венчание родителей Анастасии состоялось 6 июня 1785 г. в Исаакиевском соборе (ЦГИА С.-Петербурга. Фонд 19, опись 111, дело 98, лист 13-об.)
Училась в Петербургской театральной школе в классе Шарля Дидло. В 1806 году, ещё будучи ученицей, дебютировала на Петербургской императорской сцене в партии Гимены в балете «Зефир и Флора» Кавоса.
Завершила учёбу в 1809 году. Это был первый выпуск Дидло в Петербургской школе, в котором, помимо Новицкой, были талантливые танцоры Глушковский, Данилова, Иконина, Сен-Клер — все они по окончании школы были приняты в Петербургскую императорскую балетную труппу.
Новицкая сразу заняла положение солистки. В том же 1809 году была отправлена для участия в нескольких представлениях на Московской императорской сцене (в Арбатском театре) вместе с Луи Дюпором, прибывшим в Россию как политэмигрант из Франции, и Марией Икониной.
Театральная критика отмечала, что «Анастасия Семёновна была одинаково одаренной танцовщицей и пантомимной актрисой»; «Живая, быстрая, восхитительная в балетах… Новицкая выделялась и своей мимикой». Рафаил Зотов писал, что в её искусстве «невыразимая легкость и чистота соединялись с нежностью и скромностью».
Преподавала танцы в Смольном и Екатерининском институтах.
Скончалась от чахотки (туберкулёза) 12 марта 1822 г. Отпета 13 марта 1822 г., погребена на Волковом кладбище. (ЦГИА С.-Петербурга. Фонд 19, опись 111, дело 203, лист 252. РГИА. Фонд 497, опись 4, дело 2473, лист 64-об.: «Состоявшая в службе театральной Дирекции танцовщица Настасья Новицкая … сего Марта 12-го числа волею божиею умре. … причитающееся ей Новицкой с 1-го Марта по вышеписанное число, то есть по день смерти её, жалованья 129 руб. 22 1/4 к. приказать выдать под расписку матери её вдове умершего Капельдинера Николая Новицкого Агафие Ефимовой.»
Рано ушла из жизни. Согласно историку балета Юрию Бахрушину, причиной её кончины стало соперничество с балериной Екатериной Телешевой, пытавшейся занять те же роли и привлёкшей к борьбе своего покровителя, петербургского генерал-губернатора Михаила Милорадовича: 

Милорадович предложил ей раз и навсегда прекратить борьбу с Телешовой под страхом быть посаженной в смирительный дом. Этот разговор так потряс впечатлительную артистку, что у неё началось тяжёлое нервное расстройство. Тем временем слухи об этом происшествии стали распространяться по городу и дошли до царского двора. Милорадовичу было указано на неуместность его поведения. Решив исправить дело, он отправился с визитом к уже поправлявшейся артистке. Услышав о приезде генерал-губернатора и не зная причины его посещения, Новицкая пришла в такой ужас, что у неё случился припадок. Усилия врачей не смогли вернуть здоровья больной, которая вскоре после этого скончалась.— Ю. А. Бахрушин. «История русского балета», 1965.

## Репертуар
- 1806 — Гимена, «Зефир и Флора»
- 1815 — Сандрильона*, «Сандрильона», балетмейстеры Иван Вальберх и Огюст (первая исполнительница)
- 1816 — Галатея*, «Ацис и Галатея», балетмейстер Шарль Дидло
- 1817 — Арианна*, «Тезей и Арианна, или Поражение Минотавра», балетмейстер Шарль Дидло
- 1819 — Хензи*, «Хензи и Тао, или Красавица и чудовище», балетмейстер Шарль Дидло
- 1820 — Евхариса*, «Евтимий и Евхариса, или Побежденная тень Либаса», балетмейстер Шарль Дидло
- Сильфида, «Роланд и Моргана»
- Флора, «Евтимий и Евхариса»
- Флора, «Зефир и Флора»
- Роза, «Два слова, или Ночь в лесу»

(*) — первая исполнительница партии.